# Asilus tenuiventris
Asilus tenuiventris är en tvåvingeart som beskrevs av Macquart 1855. Asilus tenuiventris ingår i släktet Asilus och familjen rovflugor. Inga underarter finns listade i Catalogue of Life.